# Korb (Németország)
Korb település Németországban, azon belül Baden-Württembergben. Lakosainak száma 11 255 fő (2023. december 31.).

## Népesség
A település népessége az elmúlt években az alábbi módon változott:
| Lakosok száma | 5931 | 8398 | 9714 | 9629 | 9358 | 9884 | 10 118 | 10 399 | 10 199 | 11 255 |
|               | 1961 | 1967 | 1974 | 1980 | 1987 | 1993 | 2000   | 2006   | 2013   | 2023   |